# Улица Поперечная (фильм)

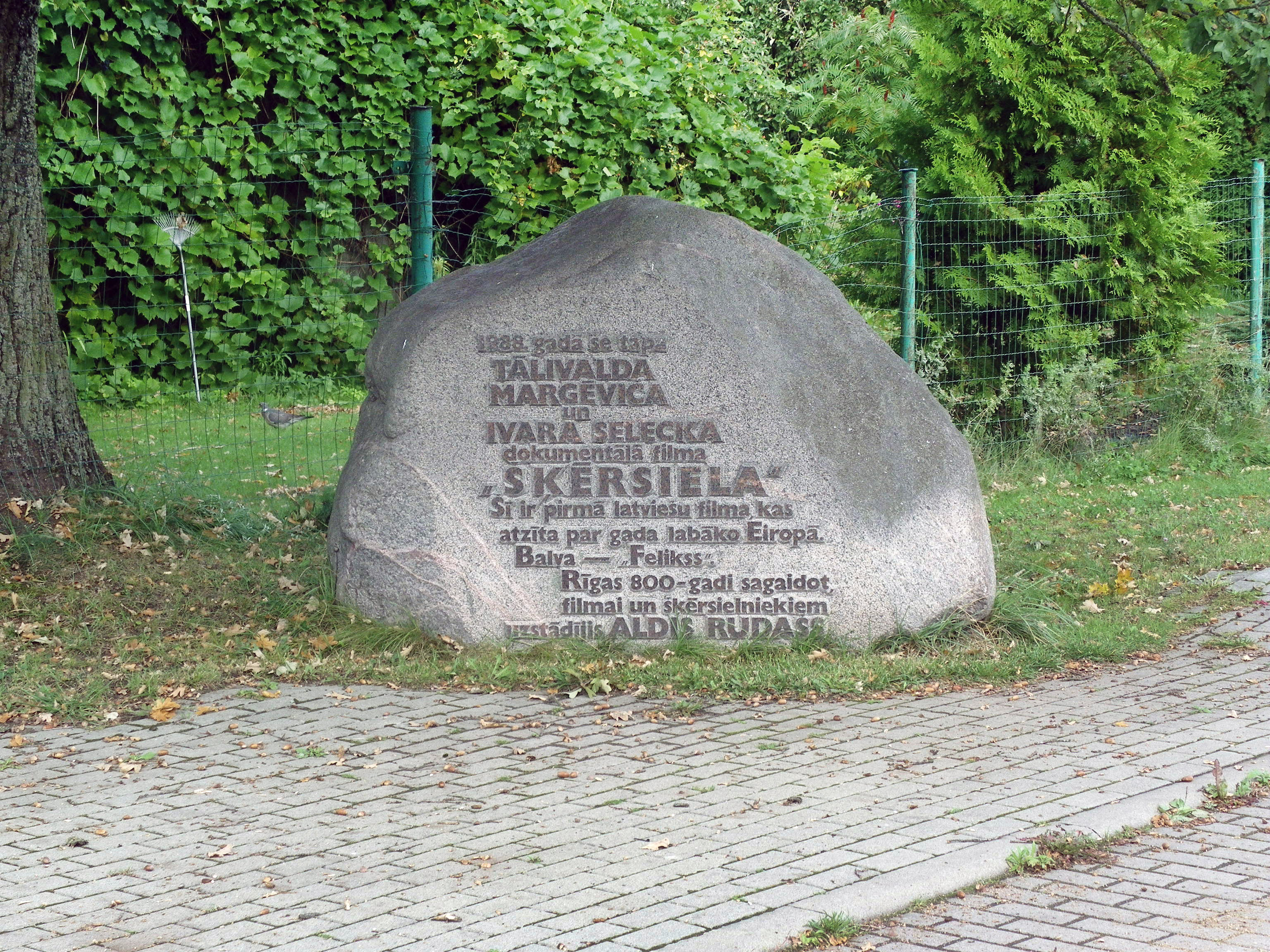
Памятный камень в честь фильма в местах его съёмки

«Улица Поперечная» (латыш. Šķērsiela) — документальный фильм режиссёра Ивара Селецкиса, снятый по сценарию Таливалдиса Маргевича на Рижской киностудии в 1989 году.
Включён в Культурный канон Латвии.

## Сюжет
Действие фильма происходит в бурном 1988 году, когда вся страна находится на пороге перемен. Место действия — маленькая тихая улочка на окраине Риги, в Иманте. Люди, о которых идёт речь, живут своей обособленной жизнью, так хорошо знакомой автору сценария фильма, проведшему на этой улице своё детство.
Среди героев этого киноромана мы видим водителя такси, молодую маму, инвалида, проповедника и их соседей. В противоречивом драматизме этих, казалось бы, простых людей можно увидеть символичный слепок судьбы целого народа.

## Съёмочная группа
- Автор сценария: Таливалдис Маргевич
- Режиссёр-постановщик: Ивар Селецкис
- Оператор-постановщик: Ивар Селецкис
- Композитор: Иварс Вигнерс
- Звукооператор: Гунарс Раценайс
- Редактор: Майя Селецка
- Продюсер: Леонид Берзиньш

## Технические данные
- широкоформатный
- цветной, 35 мм.
- 85 мин.

## Награды
- 1988 — Приз киноклубов СССР, Приз критики «За создание образа улицы, на которой мы живём», Приз «Серебряный кентавр» на МКФ «Послание к человеку»
- 1988 — Победитель в номинации «Лучший документальный фильм» на кинофестивале «Большой Кристап»
- 1989 — Приз Йориса Ивенса Международного кинофестиваля в Амстердаме
- 1989 — Гран-при Международного кинофестиваля документальных и антропологических фильмов в Пярну
- 1989 — Приз Р. Флаэрти на Международном кинофестивале неигрового кино в Ямагате
- 1989 — Специальный приз объединённого жюри Всесоюзного кинофестиваля неигрового кино в Воронеже
- 1990 — Премия «Ника» «За лучший документальный фильм»
- 1990 — Премия «Феликс» Европейской киноакадемии «За лучший документальный фильм»